# Ilıca (district)
Ilıca is een Turks district in de provincie Erzurum en telt 26.698 inwoners (2007). Het district heeft een oppervlakte van 1677,5 km². Hoofdplaats is Ilıca.
De bevolkingsontwikkeling van het district is weergegeven in onderstaande tabel.
| 1997   | 2000   | 2007   |
| ------ | ------ | ------ |
| 32.015 | 30.252 | 26.698 |